# Дом-музей Гёте (Франкфурт)
Дом-музей Гёте (нем. Goethe-Haus) — дом-музей во Франкфурте-на-Майне, экспозиция которого посвящена писателю, мыслителю, философу и государственному деятелю Иоганну Вольфгангу Гёте.

## История

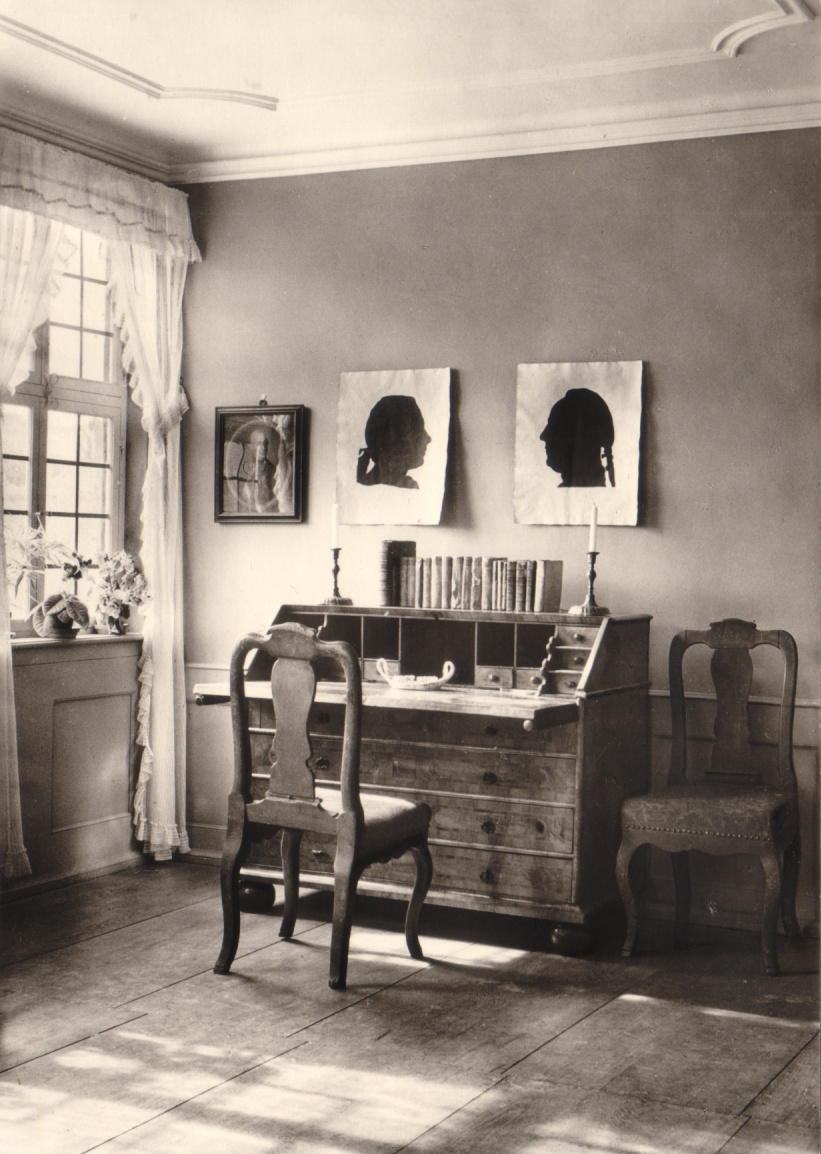
Комната Гёте

Иоганн Вольфганг Гёте родился в 1749 году во Франкфурте-на-Майне. В то время дом семьи Гёте состоял из двух узких, взаимосвязанных фахверковых домов, которые были приобретены бабушкой Корнелией Гёте в 1733 году. После её смерти отец, императорский советник Иоганн Каспар Гёте, построил на этом месте представительное четырёхэтажное здание в стиле позднего барокко (1755/1756). Иоганн Вольфганг Гёте жил здесь (за исключением академических лет в Лейпциге в 1765/1768 и Страсбурге в 1770/1771) до тех пор, пока он не отправился в Веймар (1775). В 1795 году мать Катарина Элизабет Гёте продала дом и предметы обстановки, поскольку после смерти мужа управлять им было слишком сложно.
После продажи дом прошёл через несколько частных рук. У последнего владельца была небольшая мемориальная комната Гёте на верхнем этаже дома. Когда в 1863 году дом должен был пройти капитальный ремонт научная ассоциация граждан изучающая творчество Гёте приобрела дом. Он был постепенно восстановлен на основе исторических источников и мемуаров Гёте и был открыт для посетителей.
Дом семьи Гёте был полностью разрушен в 1944 году во время Второй мировой войны. Обстановку дома удалось спасти. Сам дом был восстановлен по старым чертежам (1946—1951). При восстановлении было сохранено расположение помещений: на первом этаже — столовая и кухня, на втором — жилые комнаты со старинной мебелью, на третьем — библиотека, картинная галерея отца, комната матери. Здесь же находится комната, где родился Гёте. Он провёл во Франкфурте свои детские и юношеские годы. Позже неоднократно возвращался сюда. В рабочем кабинете были написаны «Страдания юного Вертера», «Гёц фон Берлихинген», а также отдельные части «Фауста».

Экспозиция дома-музея Гёте
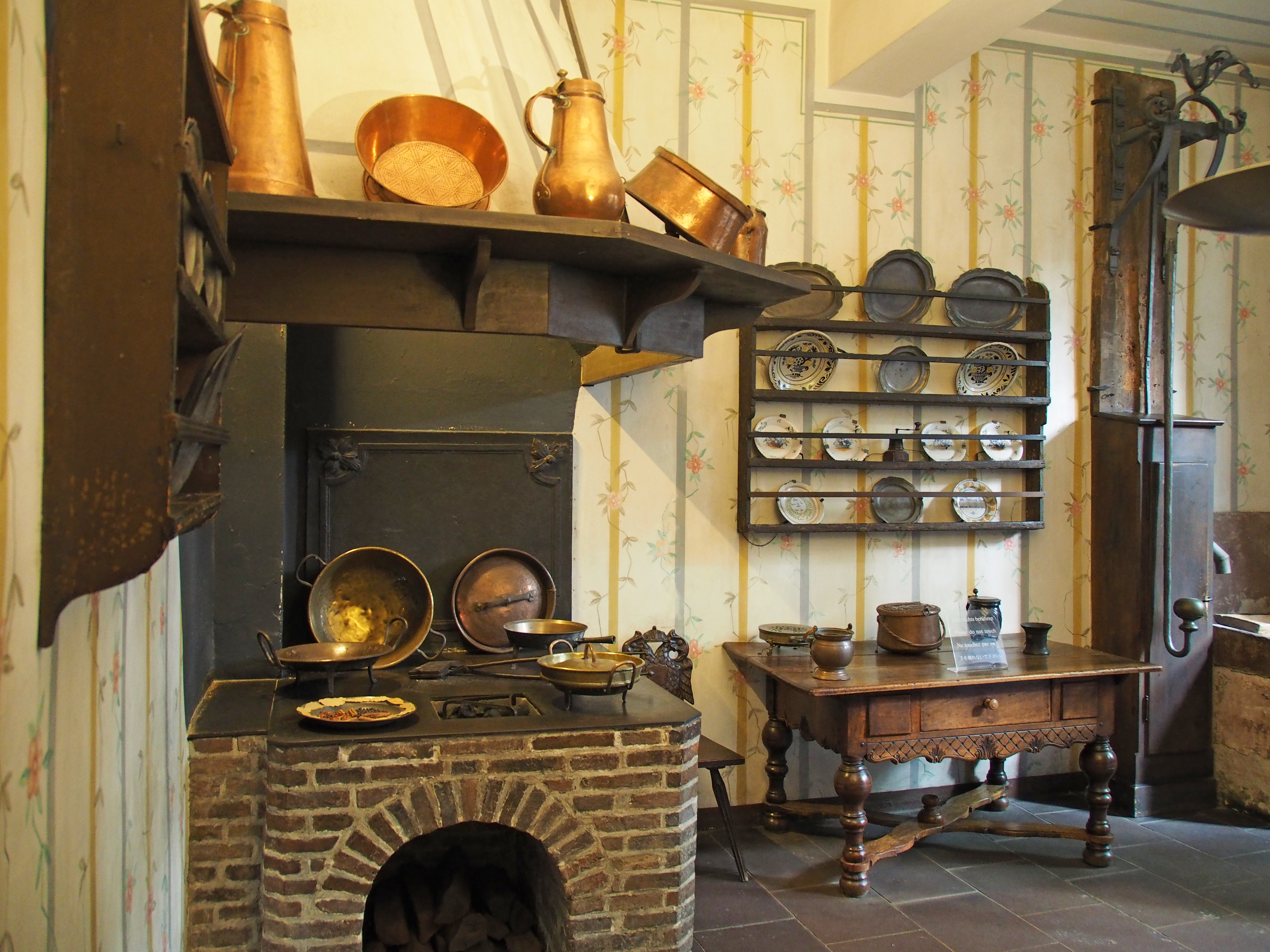
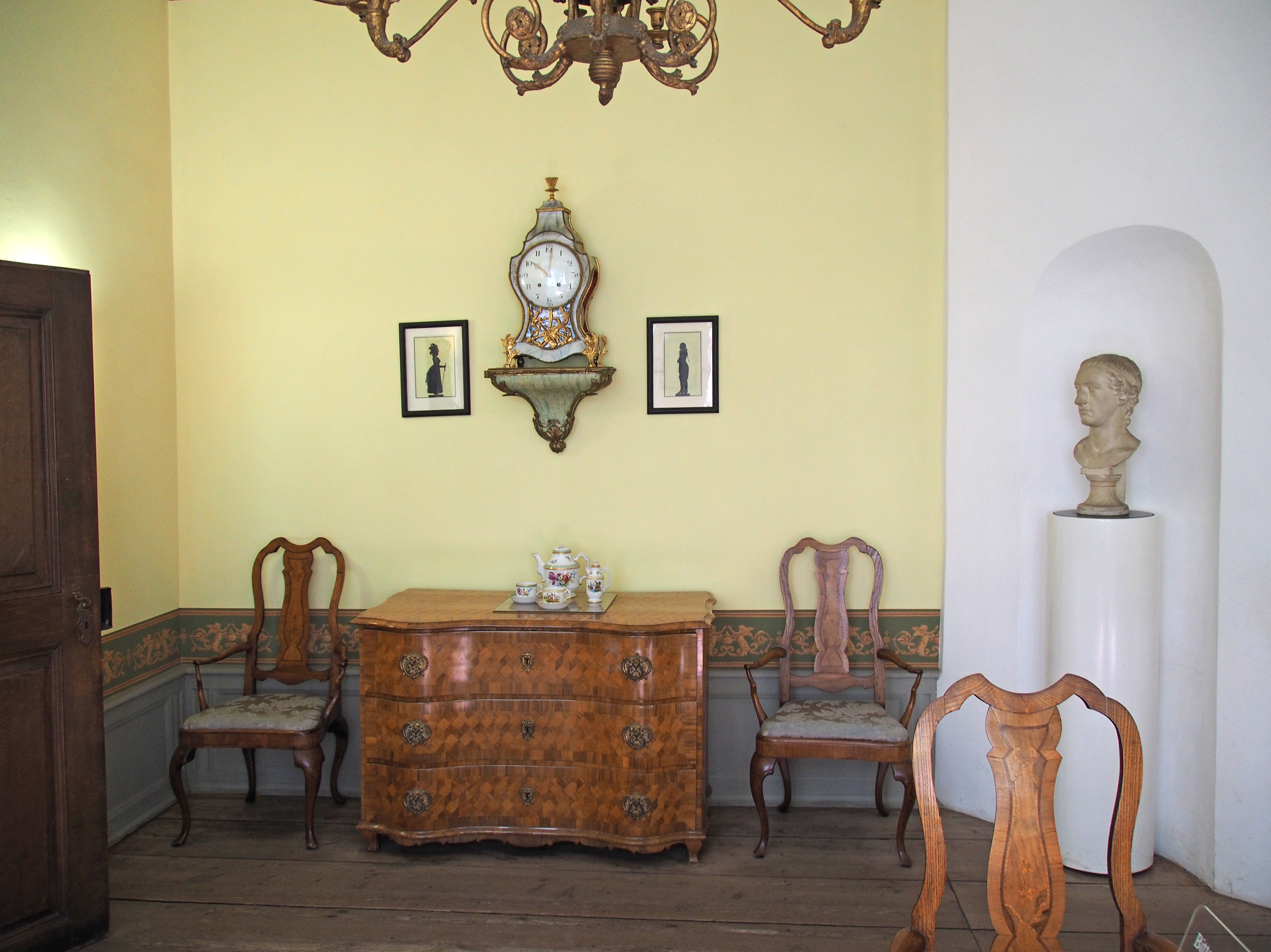
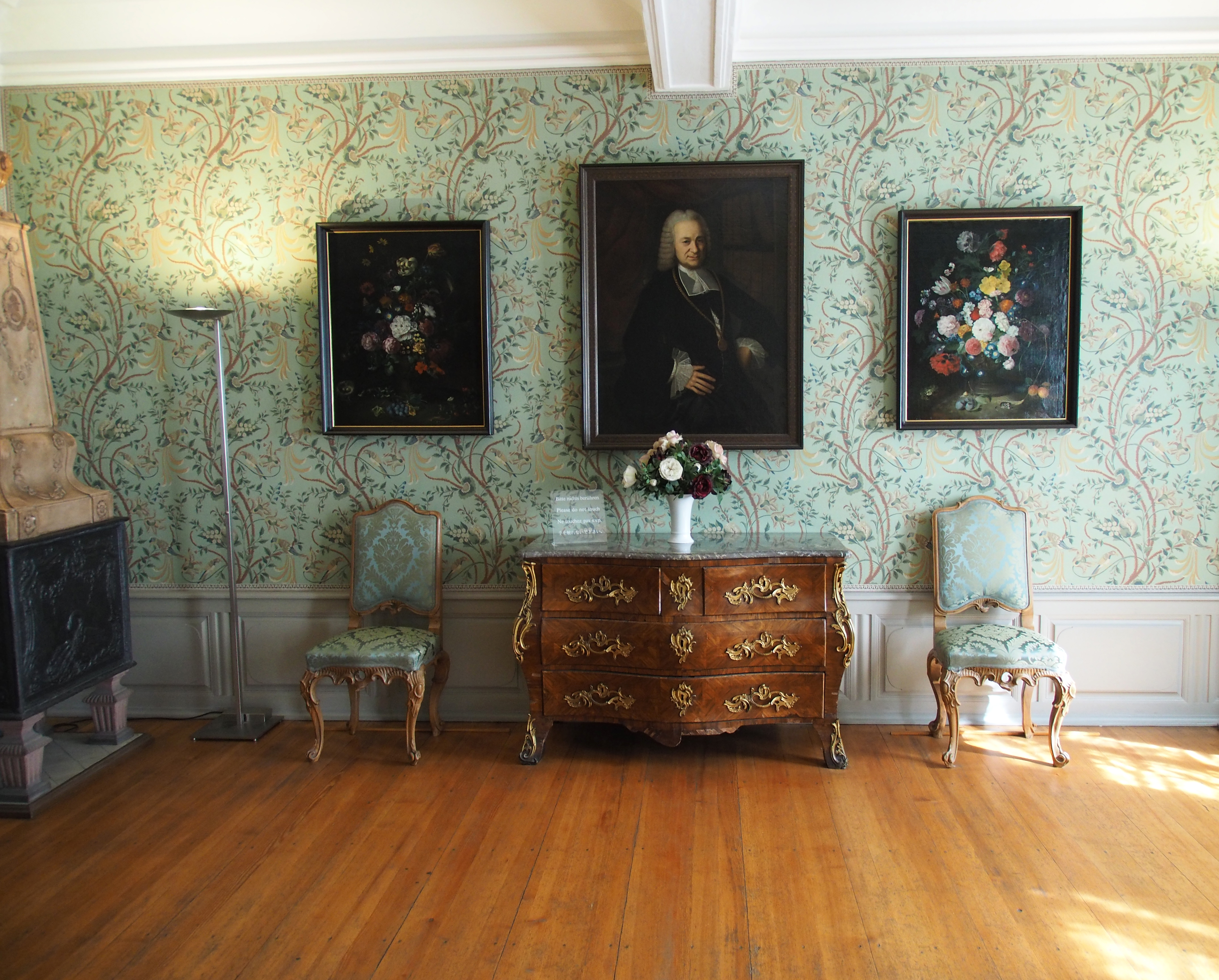
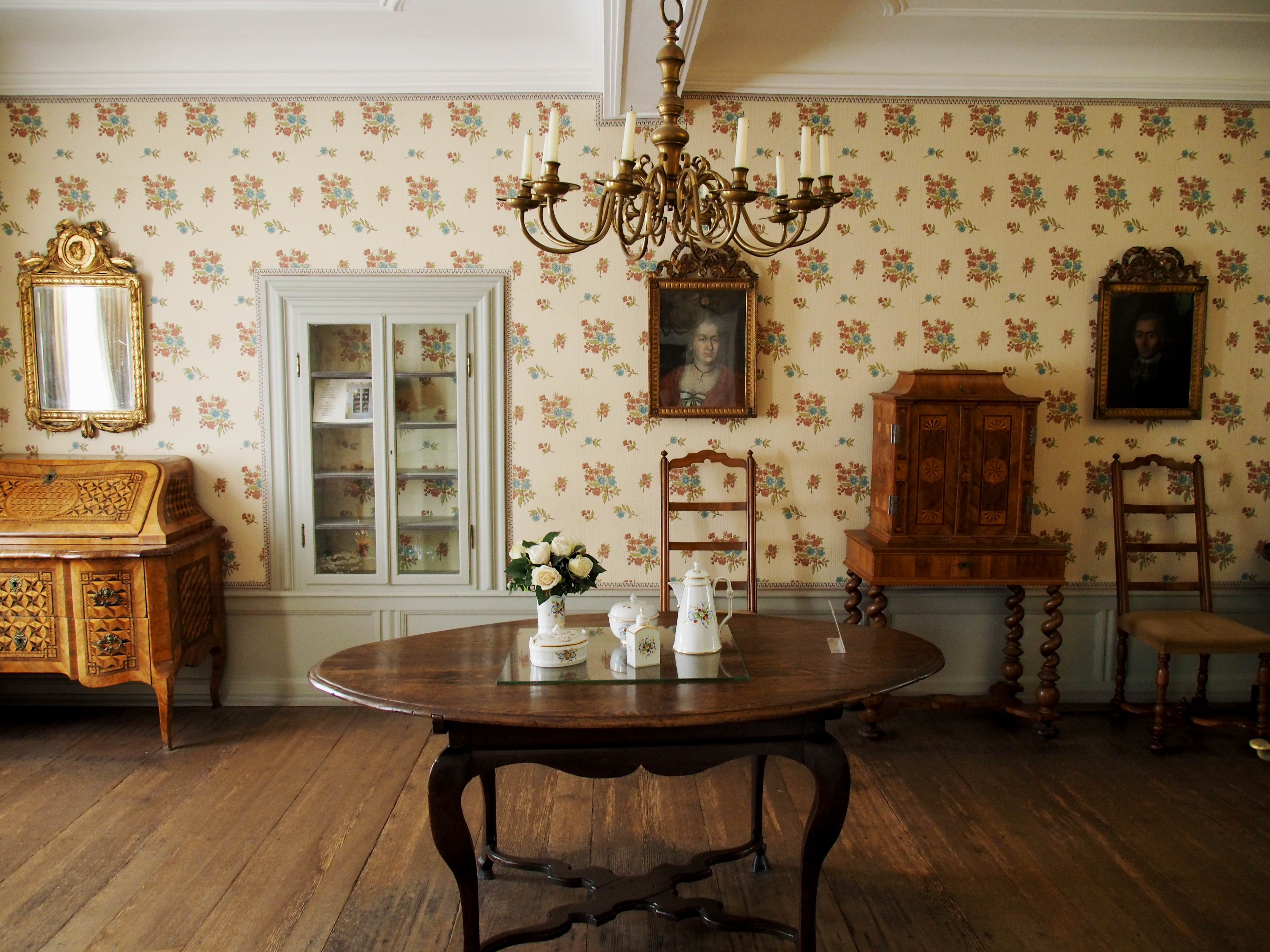
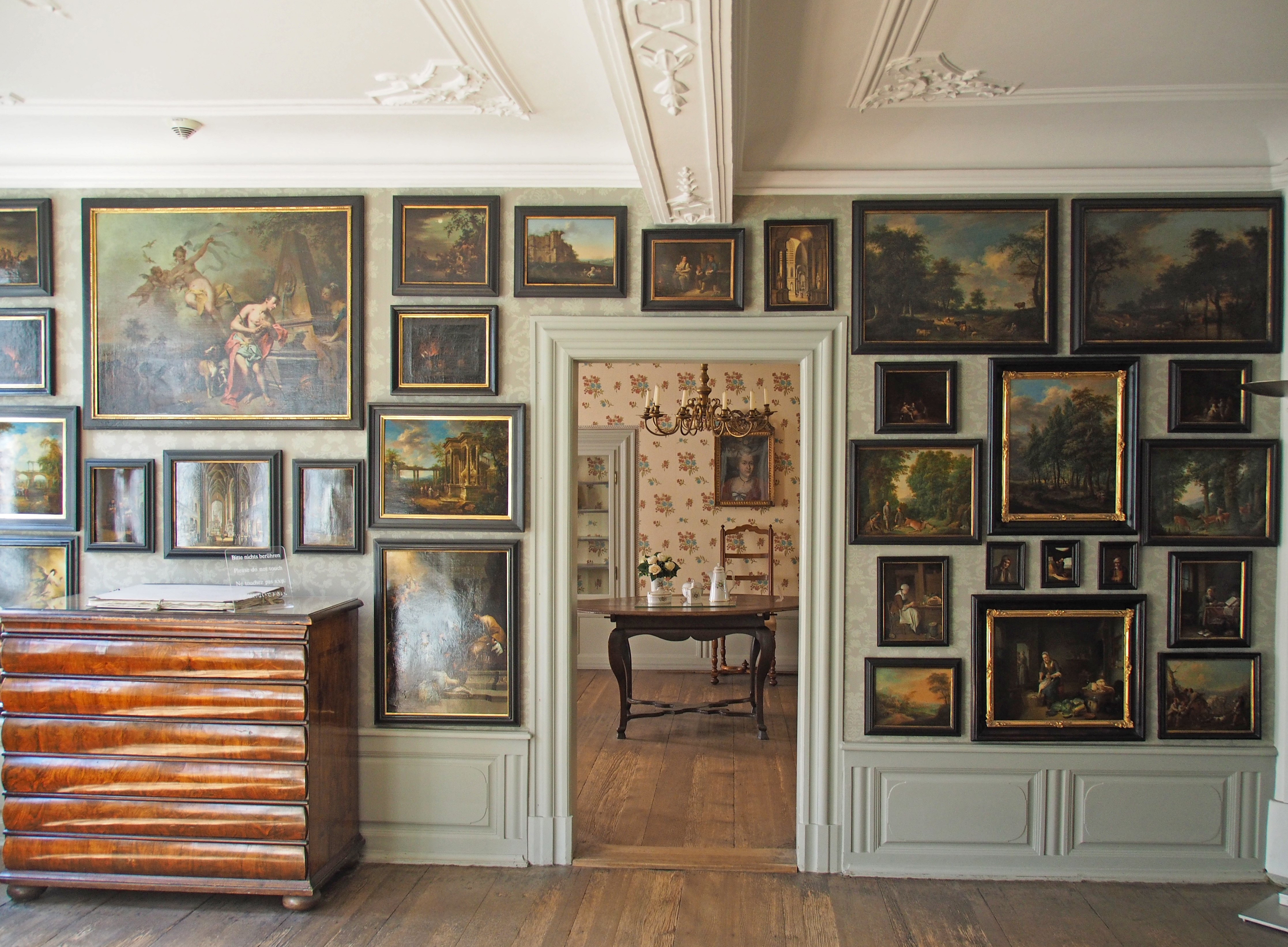
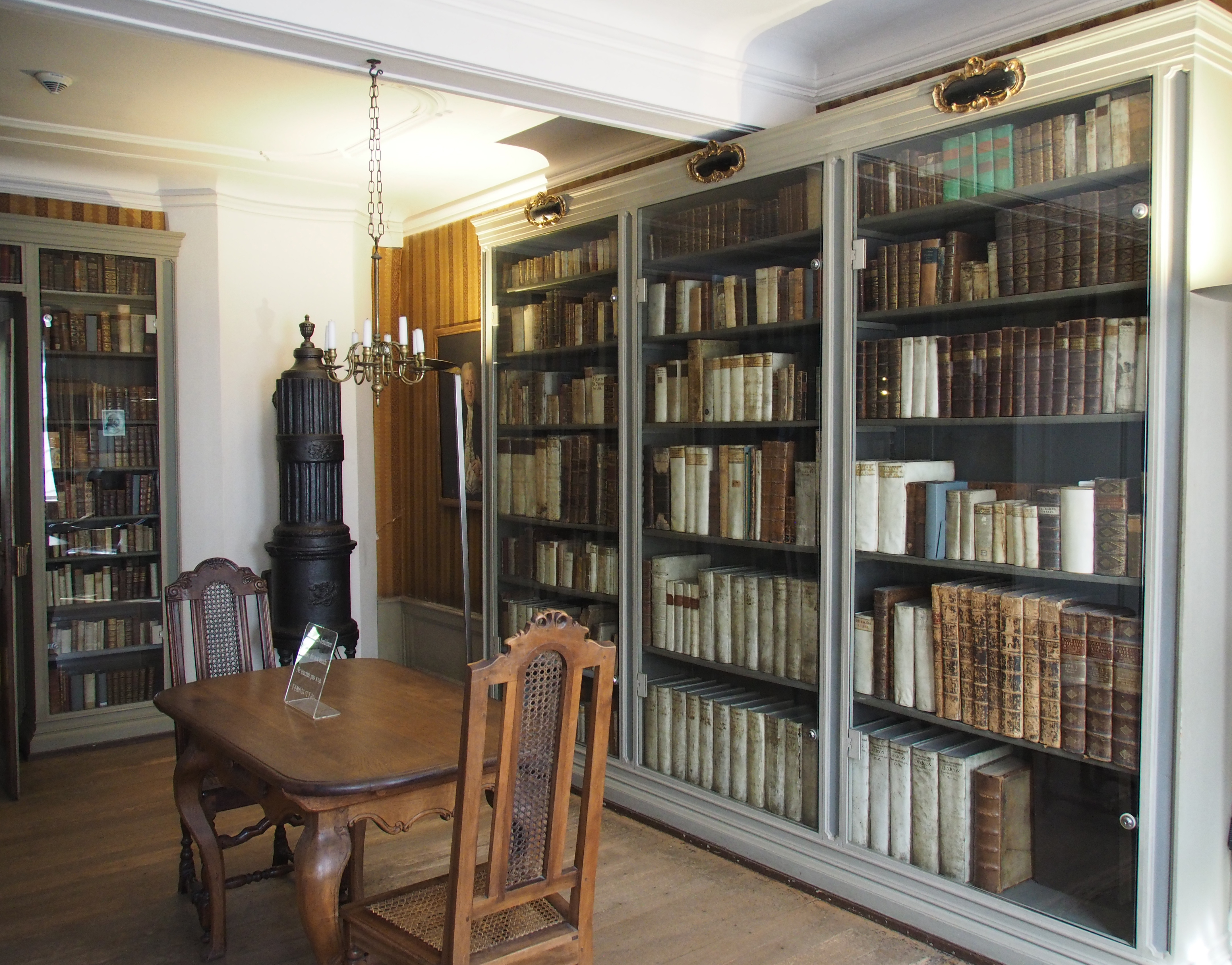